# Haramaki

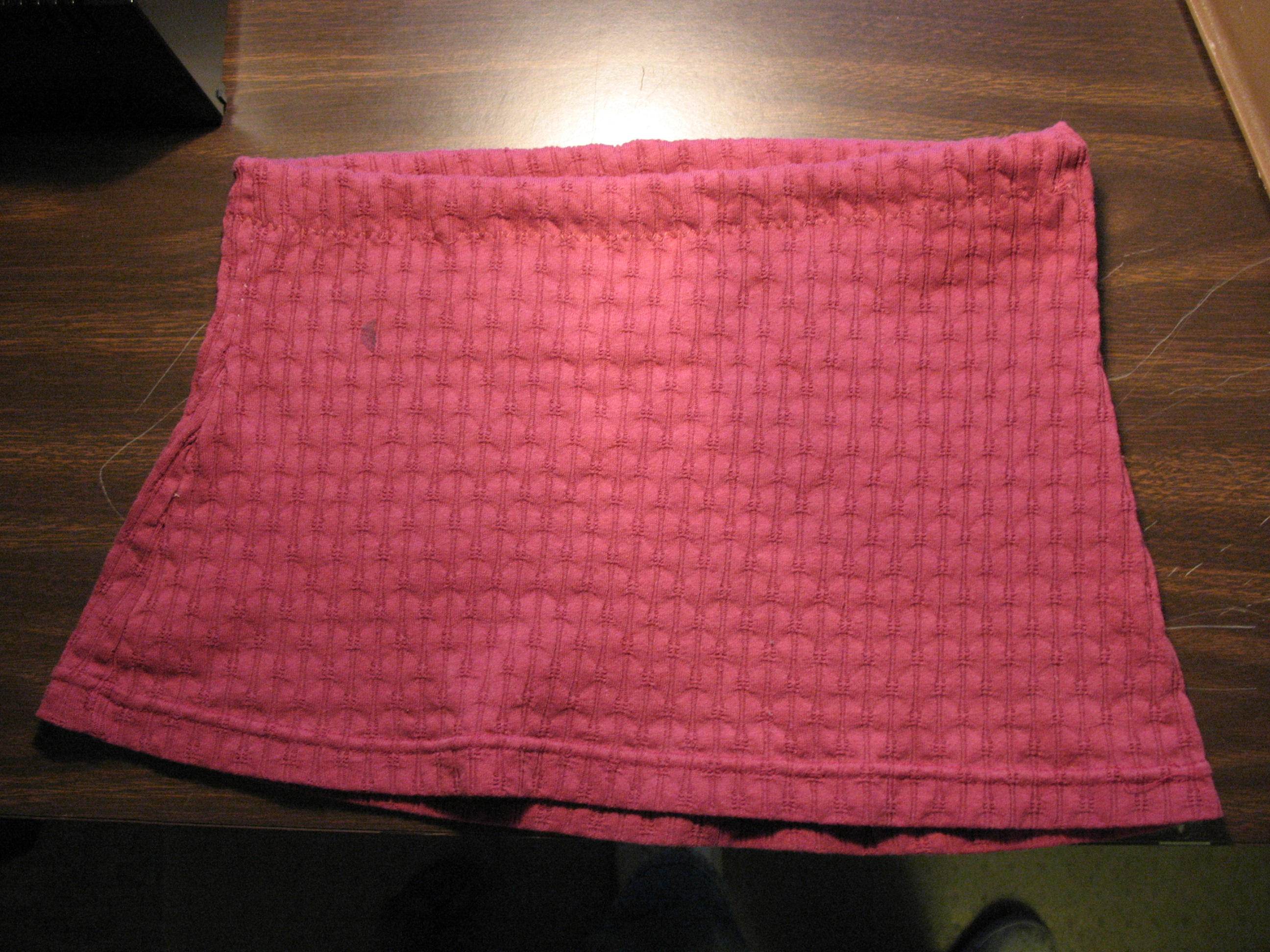
Một chiếc haramaki thời hiện đại.

Haramaki (腹巻, n.đ. ' băng quấn dạ dày') là một loại vải quấn bụng truyền thống của Nhật. Chúng được đeo vì những lợi ích về sức khỏe và thời trang.

## Ảnh hưởng

### Sử dụng trong thời chiến
Vào thời kỳ Chiến tranh Trung-Nhật lần thứ nhất và Chiến tranh thế giới thứ hai, một người lính ra trận thường được gia đình tặng cho một senninbari haramaki (nghĩa đen là "thắt lưng có 1.000 mũi khâu"). Để làm ra sản phẩm, mẹ, chị gái hoặc vợ của người lính đó sẽ đứng trên đường và yêu cầu những người phụ nữ đi ngang qua đóng góp một mũi khâu cho đến khi thu thập đủ 1.000 mũi. Chiếc Haramaki này vừa mang lại sự ấm áp vừa như một lá bùa hộ mệnh để xua đuổi những điều nguy hại.

### Phổ biến trong giới thời trang
Trong thời hiện đại, haramaki không có nhiều điểm chung với những phiên bản cổ xưa trong lịch sử phát triển của chúng; ban đầu vốn được dùng để chế tạo áo giáp . Ngày nay, tất cả chúng là một ống vải hình tròn đơn giản, giống như một chiếc áo ống và được quấn quanh bụng thay vì ngực.
Haramaki phiên bản mới đã trở nên phổ biến trong ngành thời trang Nhật Bản như một loại phụ kiện và được làm từ nhiều loại vải và hoa văn cho các mục đích khác nhau, cả về thực tế lẫn thẩm mỹ. Nhà thiết kế game người Nhật Shigesato Itoi và công ty Hobonichi của ông thường được ghi nhận vì đã có công  giúp Haramaki được hồi sinh. Itoi đã mặc haramaki trong nhiều năm bất chấp việc nó bị coi là lỗi thời và là loại đồ lót lỗi mốt, cuối cùng ông đã giới thiệu lại chúng như một phụ kiện để bán tại Nhật Bản.